# Véska (Dolany)
Véska – wieś, część gminy Dolany, położona w kraju ołomunieckim, w powiecie Ołomuniec, w Czechach.